# لوفرو مونتي
لوفرو مونتي (بالكرواتية: Lovro Monti) (1835 – 1898) كان سياسيًا كرواتيًا من إقليم دالماتيا، نشط خلال فترة حكم الإمبراطورية النمساوية المجرية، ومثّل دالماتيا في كل من البرلمانين الإمبراطوري والمجري.

## حياته
وُلد مونتي عام 1835 في مدينة زادر الواقعة في دالماتيا (حاليًا في كرواتيا). تلقّى تعليمه في القانون، وانخرط في الحياة العامة من خلال دعمه لقضايا الحكم الذاتي والتوازن بين القوميات داخل الإمبراطورية.

## العمل السياسي
مثّل لوفرو مونتي منطقة دالماتيا في البرلمان الإمبراطوري في فيينا، وكان معروفًا بدفاعه عن حقوق الكروات والدالماشيين ضمن النظام الاتحادي النمساوي المجري. كما شارك أيضًا في جلسات البرلمان المجري، ما يجعله من الشخصيات النادرة التي كانت حاضرة في كلتا السلطتين التشريعيتين.
سعى مونتي إلى تحسين وضع البنية التحتية والتعليم في دالماتيا، ودعم استخدام اللغة الكرواتية في المؤسسات الرسمية.

## الخلفية العائلية والمواقف السياسية
ينحدر لوفرو مونتي من عائلة كرواتية ذات أصول نبيلة، تنتمي إلى مجتمع النخبة المحلية في زادر، وقد ساهم هذا الانتماء العائلي في تمهيد طريقه نحو العمل السياسي والقانوني في مؤسسات الإمبراطورية.
تميّز مونتي بموقفه الداعم لتوسيع صلاحيات الحكم الذاتي في دالماتيا، حيث طالب بزيادة تمثيل الكروات في المؤسسات التشريعية والإدارية. عُرف بتأييده لاستخدام اللغة الكرواتية في التعليم والمحاكم بدلًا من الألمانية أو الإيطالية، ودعم دمج دالماتيا إداريًا وثقافيًا مع بقية الأراضي الكرواتية ضمن الإمبراطورية.
كما وقف ضد محاولات الهيمنة الثقافية من قبل بعض الفئات النخبوية الناطقة بالإيطالية، مما جعله شخصية محورية في صراع الهويات داخل دالماتيا في أواخر القرن التاسع عشر.

## وفاته
توفي لوفرو مونتي في عام 1898 عن عمر ناهز 63 عامًا، تاركًا خلفه إرثًا سياسيًا يعبّر عن مرحلة انتقالية في تاريخ دالماتيا.